# Monodontomerus tectus
Monodontomerus tectus är en stekelart som beskrevs av Grissell 2000. Monodontomerus tectus ingår i släktet Monodontomerus och familjen gallglanssteklar. Inga underarter finns listade i Catalogue of Life.